# Scottish Borders
Les Scottish Borders, o simplement Borders (en gaèlic escocès Na Crìochan o Crìochan na h-Alba) és una de les 32 subdvisions (Consells) unitaris (en anglès: council area) en què està dividida administrativament Escòcia. Limita amb Dumfries and Galloway a l'oest; amb South Lanarkshire i West Lothian al nord-oest; amb la ciutat d'Edimburg, East Lothian i Midlothian al nord, i amb els comtats no metropolitans d'Anglaterra de Northumberland i Cúmbria (Anglaterra) al sud. El centre administratiu d'aquesta regió es troba a Newtown St. Boswells.
Aquesta subdivisió escocesa va ser creada l'any 1975, unint els antics comtats de Berwickshire, Peeblesshire, Roxburghshire i Selkirkshire, així com part de Midlothian. El 1996 aquesta regió es convertí en una àrea unitària.

## Pobles i ciutats
- Abbey St. Bathans, Ashkirk
- Broughton, Burnmouth
- Chirnside, Clovenfords, Cockburnspath, Coldingham, Coldstream
- Denholm, Dryburgh, Duns
- Earlston, Eddleston, Ettrick, Ettrickbridge, Eyemouth
- Foulden
- Galashiels, Greenlaw
- Hawick
- Innerleithen
- Jedburgh
- Kelso, Kirk Yetholm
- Lauder, Lilliesleaf, Longformacus
- Melrose
- Newcastleton, Newtown St. Boswells
- Peebles
- Roxburgh
- Selkirk, St. Abbs, St Boswells, Stow, Stichill
- Teviothead, Town Yetholm, Traquair
- Walkerburn, West Linton